# Mistrzostwa Ameryki U-20 w Piłce Ręcznej Kobiet 1997
Mistrzostwa Ameryki U-20 w Piłce Ręcznej Kobiet 1997 – drugie mistrzostwa Ameryki U-20 w piłce ręcznej kobiet, oficjalny międzynarodowy turniej piłki ręcznej o randze mistrzostw kontynentu organizowany przez PATHF mający na celu wyłonienie najlepszej złożonej z zawodniczek do lat dwudziestu żeńskiej reprezentacji narodowej w Ameryce. Odbył się w dniach 8–13 kwietnia 1997 roku w Pontal do Paraná. Tytułu zdobytego w 1993 roku broniła reprezentacja Brazylii.
Mistrzostwa były jednocześnie eliminacjami do MŚ 1997.

## Mecze
| 8 kwietnia 1997 | Brazylia U-20 | 22:13(8:5) | Argentyna U-20 | Pontal do Paraná |
| 8 kwietnia 1997 |               | 22:13(8:5) |                | Pontal do Paraná |

| 9 kwietnia 1997 | Argentyna U-20 | 19:13(9:7) | Urugwaj U-20 | Pontal do Paraná |
| 9 kwietnia 1997 |                | 19:13(9:7) |              | Pontal do Paraná |

| 10 kwietnia 1997 | Brazylia U-20 | 19:11(7:7) | Urugwaj U-20 | Pontal do Paraná |
| 10 kwietnia 1997 |               | 19:11(7:7) |              | Pontal do Paraná |

| 11 kwietnia 1997 | Brazylia U-20 | 26:16(17:6) | Argentyna U-20 | Pontal do Paraná |
| 11 kwietnia 1997 |               | 26:16(17:6) |                | Pontal do Paraná |

| 12 kwietnia 1997 | Argentyna U-20 | 25:13(11:7) | Urugwaj U-20 | Pontal do Paraná |
| 12 kwietnia 1997 |                | 25:13(11:7) |              | Pontal do Paraná |

| 13 kwietnia 1997 | Brazylia U-20 | 32:14(16:8) | Chile U-20 | Pontal do Paraná |
| 13 kwietnia 1997 |               | 32:14(16:8) |            | Pontal do Paraná |